# Спірідон Янніотіс
Спірідон «Спірос» Янніотіс (грец. Σπυρίδων "Σπύρος" Γιαννιώτης, 19 лютого 1980, Ліверпуль) — грецький плавець, який брав участь на змаганнях з фрістайлу на довгі дистанції та у відкритій водоймі. Він є срібним олімпійським призером, дворазовим чемпіоном світу, золотим призером кубка світу та дворазовим чемпіоном світу. Здобув три індивідуальні медалі на Середземноморських іграх в 2005 році і представляв Грецію на п'яти поспіль Літніх Олімпійських іграх, починаючи від 2000 року. У 2011 році став чемпіоном світу на дистанції 10 км на відкритій воді на чемпіонаті світу в Шанхаї. У цьому ж році він виграв нагороду Світового плавця року на відкритій воді та став першим і єдиним грецьким плавцем, який отримав таку відзнаку. Чергове золото Янніотіс здобув 2013 року на Чемпіонаті світу з водних видів спорту у Барселоні у плаванні на 10 км на відкритій воді.
У 2016 році Янніотіс завоював срібну медаль на Олімпійських іграх в Ріо на плаванні з марафону на 10 км. Він завоював срібну медаль у віці 36 років, будучи найстарішим конкурентом у змаганні.
Народився в Ліверпулі. Його мати — англійка, а батько — грек. Коли Спіросу виповнилося 4 роки, родина переїхала до Греції, оселившись на Корфу. Будучи за походженням наполовину греком та британцем, 2012 року обраний першим приймати запалений в Олімпії вогонь Олімпіади в Лондоні.